# La Couronne d'Ogotaï
La Couronne d'Ogotaï est le vingt-et-unième tome de la série de bande dessinée Thorgal, dont le scénario a été écrit par Jean Van Hamme et les dessins réalisés par Grzegorz Rosiński.

## Synopsis
À la suite d'une série d'événements catastrophiques, Jolan se retrouve seul survivant de la famille de Thorgal. Un personnage venu du futur, le Veilleur, lui apparaît alors et le contraint à accomplir une mission pour rectifier le temps : récupérer la Couronne d'Ogotaï, un objet qui dotait Ogotaï, le dieu vivant rencontré dans Le Pays Qâ, de pouvoirs psychiques terrifiants. Le Veilleur apprend ensuite à Jolan qu'il n'y a aucun moyen de sauver sa famille et qu'il est condamné à une existence solitaire. Mais Jolan refuse ce destin tragique et se lance dans une tentative désespérée pour sauver ses parents et ses proches, en s'appropriant à son tour la Couronne d'Ogotaï ainsi que la mystérieuse technologie qui permet au Veilleur de voyager dans le temps.

## Publication
- Le Lombard, novembre 1995,  (ISBN 2-8036-1161-9)

## Récompenses
- 1996 : Alph'Art du public au festival d'Angoulême[réf. nécessaire]